# Guignen
Guignen é uma comuna francesa na região administrativa da Bretanha, no departamento Ille-et-Vilaine. Estende-se por uma área de 53,65 km². Em 2010 a comuna tinha 4 040 habitantes (densidade: 75,3 hab./km²).